# Zeltweg
Zeltweg osztrák város Stájerország Mura-völgyi járásában. 2017 januárjában 7307 lakosa volt. Zeltweg mellett található Ausztria legnagyobb katonai repülőtere. 

## Elhelyezkedése

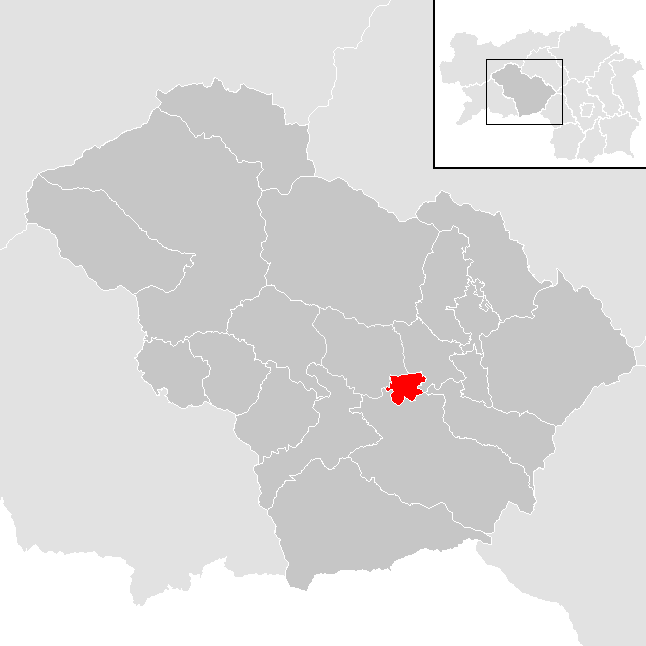
Zeltweg a Mura-völgyi járásban

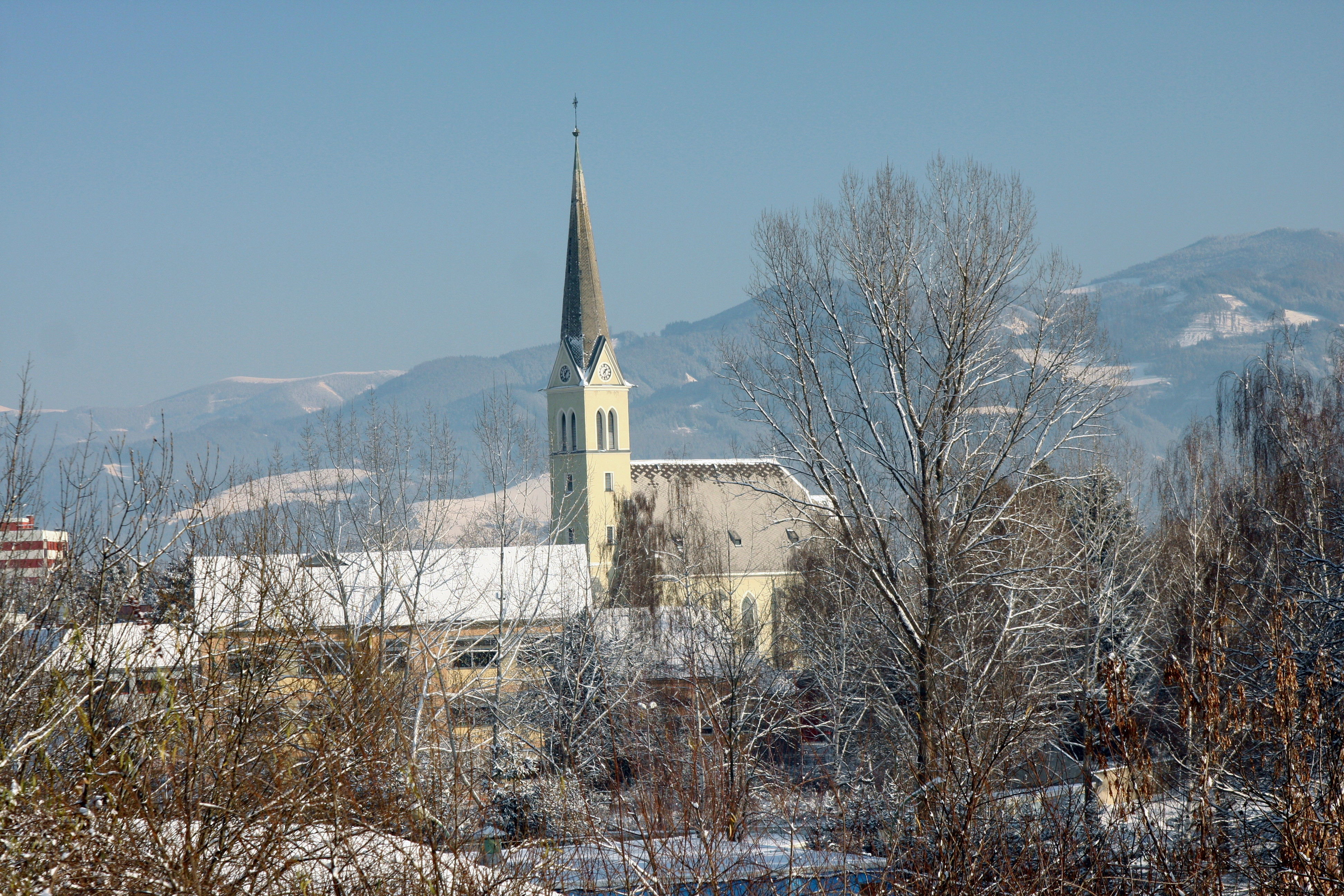
A Jézus szíve-plébániatemplom

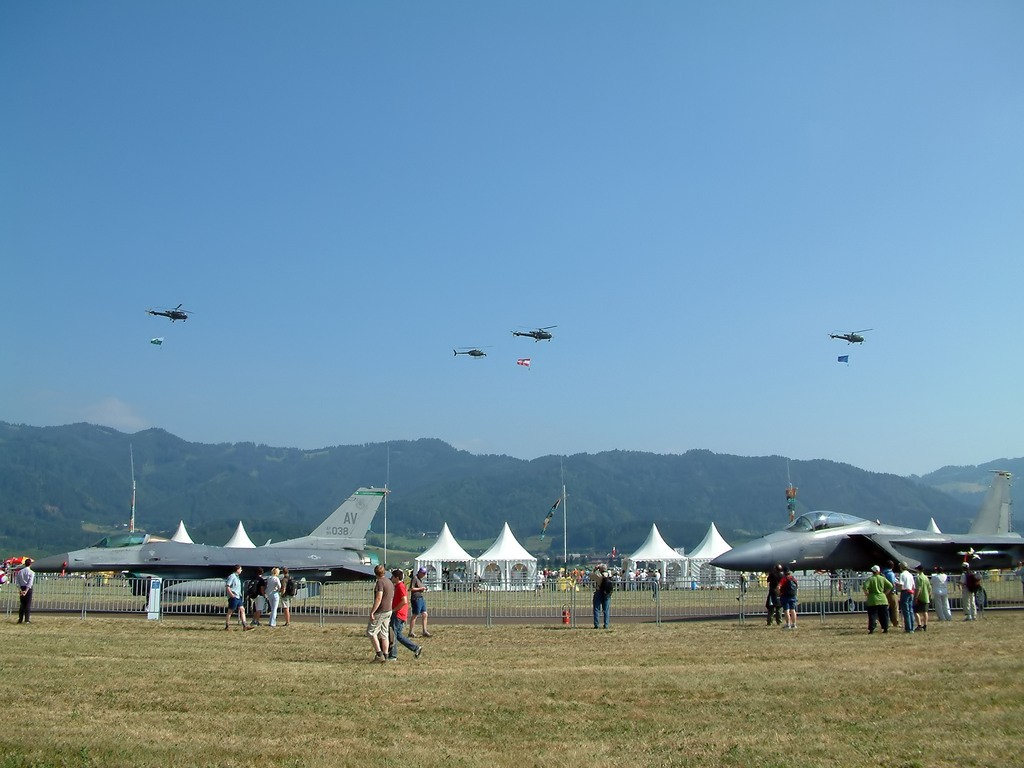
Airpower 2005 repülőnap a zeltwegi repülőtéren

Zeltweg a tartomány nyugati részén fekszik, a Mura mentén, az Aichfeld medencéjének közepén. A Granitzenbach Zeltwegnél torkollik a Murába. Az önkormányzathoz 2 katasztrális községben (Farrach és Zeltweg) 5 település tartozik: Farrach (1155 lakos), Neufisching (334), Neuzeltweg (740), Pfaffendorf (509), Zeltweg (4591).
A környező önkormányzatok: északkeletre Spielberg, délkeletre Lobmingtal, délre Weißkirchen in Steiermark, északnyugatra Fohnsdorf.

## Története
Zelweg helyén a 13. században még csak néhány tanya volt található. Neve első említése Celtwich formában 1430-ból származik. 1569-ben II. Károly főherceg szorgalmazta a rönkfaúsztatás bevezetését a Murán, ami a későbbiekben nagy szerepet játszott Zeltweg gazdasági fejlődésében. A következő évtizedekben megindult a munkások betelepülése és a falu növekedésnek indult.
A 18. században az útépítések miatt csökkent a folyón való szállítás jelentősége és Zeltweg lakossága visszaesett. 1848-ban a sziléziai Hugo Henckel von Donnersmarck gróf vaskohót építtetett a településen, ezzel az ipari forradalom megérkezett Zeltwegbe. A vasút 1868-ban ért el a térségbe.
Zeltweg önkormányzata 1874-ben alakult meg, miután elszakadt Fohnsdorftól.
A második világháború alatt a Hermann Göring Művek (ahogyan a linzi voestalpine céget akkor hívták) helyi acélüzemében számos, nyugat- és kelet-európai kényszermunkást dolgoztattak. 1944-45-ben Zeltweget mint vasúti csomópontot és ipari központot többször is bombázta a szövetséges légierő. A háború végén a Vörös Hadsereg vonult be, de később a brit megszállási zónához tartozott.
A zeltwegi katonai repülőtéren rendezték meg Ausztria első Forma 1-es versenyét 1964-ben. A versenyeknek 1969 után a szomszédos Spielbergben épített Austriaring adott otthont.
Zeltweget 1966-ban városi rangra emelték. 2015-ben Kurt Haller volt SPÖ-s polgármestert a bíróság 1,5 millió euró kár okozásában, hűtlen kezelés és befolyással való visszaélés miatt bűnösnek találta és 4,5 év börtönbüntetésre ítélte.

## Lakosság
A zeltwegi önkormányzat területén 2017 januárjában 7307 fő élt. A lakosságszám 1981 óta (akkor 8715 fő) csökkenő tendenciát mutat, bár a folyamat az utóbbi években megfordulni látszik. 2015-ben a helybeliek 87,7%-a volt osztrák állampolgár; a külföldiek közül 1% a régi (2004 előtti), 6,1% az új EU-tagállamokból érkezett. 2,7% a volt Jugoszlávia (Szlovénia és Horvátország nélkül) vagy Törökország, 2,5% egyéb országok polgára. 2001-ben a lakosok 69,4%-a római katolikusnak, 3,8% evangélikusnak, 1,5 muszlimnak, 21,9% pedig felekezet nélkülinek vallotta magát. Ugyanekkor 21 magyar élt a városban.

## Látnivalók

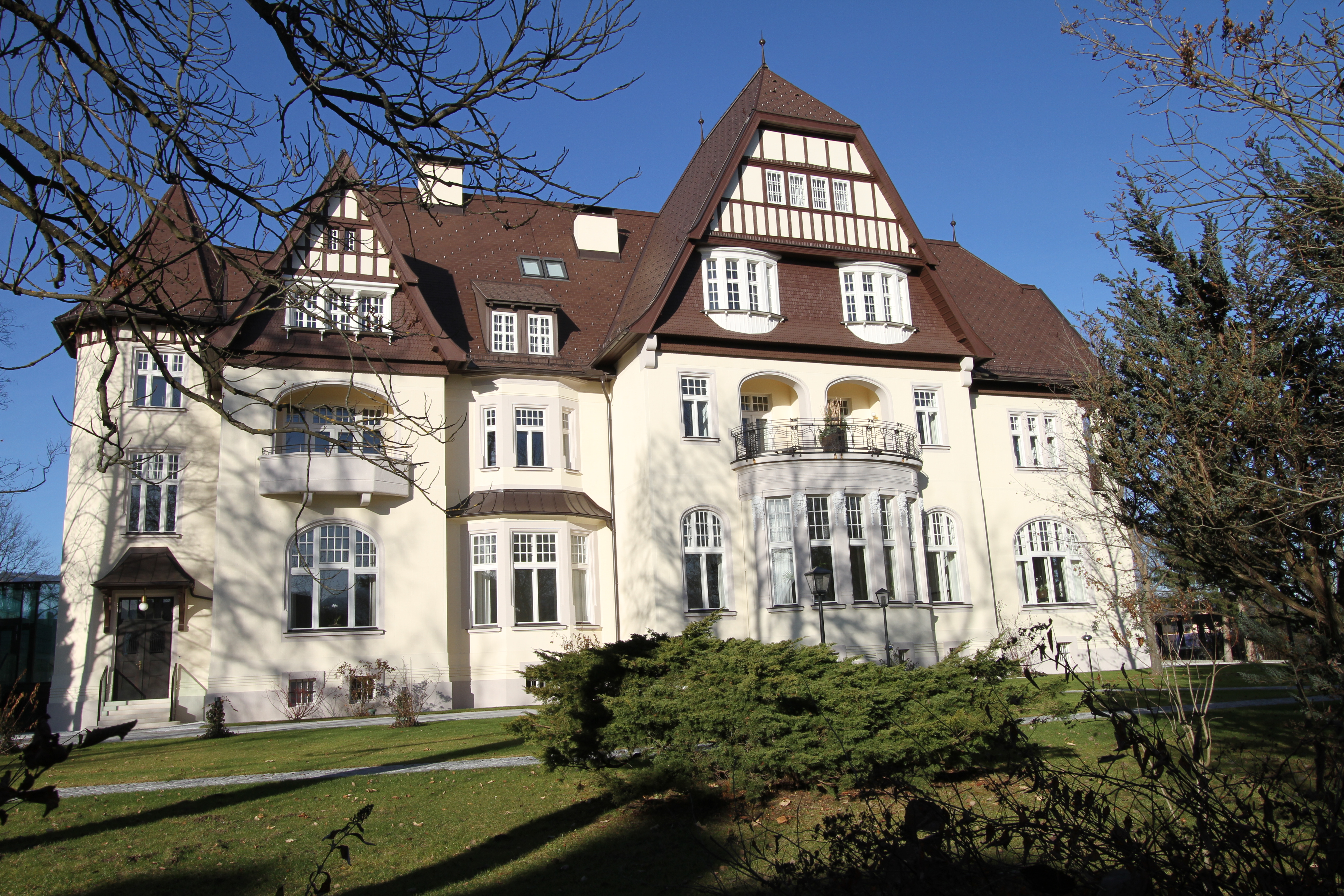
A Steirer-Schlössl

- a Farrach-kastélyt 1670-1680 között építtette Carl Friedrich von Teufenbach olasz reneszánsz stílusban. Ma művészeti és kultúrközpont, valamint étterem működik benne.
- a Jézus szíve-plébániatemplom 1906-ban készült neogótikus stílusban
- a neogótikus evangélikus templom 1908-ban épült
- a Steirer-Schlössl kastély

## Híres zeltwegiek
- Franz Böhme (1885–1947) tábornok, a második világháború után a szerb civil lakosság lemészárlása miatt állították bíróság elé

## Fordítás
- Ez a szócikk részben vagy egészben  a   Zeltweg című német Wikipédia-szócikk ezen változatának fordításán alapul.  Az eredeti cikk szerkesztőit annak laptörténete sorolja fel. Ez a jelzés csupán a megfogalmazás eredetét és a szerzői jogokat jelzi, nem szolgál a cikkben szereplő információk forrásmegjelöléseként.